# Velden am Wörther See
Velden am Wörther See (fino al 1893 Velden, in sloveno Vrba na Koroškem) è un comune austriaco di 8 952 abitanti nel distretto di Villach-Land, in Carinzia, del quale è centro maggiore; ha lo status di comune mercato (Marktgemeinde). La cittadina si affaccia sull'estremità occidentale del lago Wörthersee ed è una nota e frequentata località turistica. A Velden am Wörther See si trova anche un casinò.

## Storia
Velden nasce come mansio sulla strada romana che collegava Villaco ("Sanctium") a Viruno. In epoca medievale fu sotto la giurisdizione del castello di Hohenwart, sede dei conti di Celje, successivamente appartenne agli Ortenburg, all'Ordine di San Giorgio e infine agli Asburgo. Nel 1545 la famiglia nobiliare Khevenhüller acquistò le terre della zona e fece costruire una casa padronale rinascimentale. 
Nel 1892 la struttura venne distrutta da un incendio; ricostruita, divenne in seguito un albergo chiamato Schloss Velden. Dal comune di Velden, istituito nel 1849, nel 1850 furono scorporate le località di Augsdorf, Duel, Lind Emmersdorf, Kerschdorf, Köstenberg e Sand, eretti in comuni autonomi; nel 1973 furono nuovamente aggregate a Velden am Wörther See, che nel 1924 aveva già inglobato la locllaità di Unterjeserz.

## Geografia antropica

### Suddivisioni amministrative
Il territorio comprende 30 località (tra parentesi il nome in lingua slovena), di cui otto comuni catastali (quelli segnati con l'asterisco):
- Aich (Dob)
- Augsdorf (Loga Vas) *
- Bach (Potok)
- Dieschitz (Deščice)
- Dröschitz (Trešiče)
- Duel *
- Fahrendorf (Borovniče)
- Göriach (Gorje)
- Kantnig (Konatiče)
- Kerschdorf (Črešnje) *
- Köstenberg (Kostanje) *
- Kranzlhofen (Dvor)
- Latschach (Loče) *
- Lind ob Velden (Lipa ob Vrbi) *
- Oberdorf (Zgornja vas)
- Oberjeserz (Zgornje Jezerce)
- Oberwinklern (Vogliče)
- Pulpitsch (Polpače)
- Rajach (Sreje)
- Saisserach (Zajzare)
- St. Egyden (Šentilj) *
- Selpritsch (Žoprače)
- Sonnental
- Sternberg (Šentjurij na Strmcu)
- Treffen (Trebinja)
- Unterjeserz (Spodnje Jezerce)
- Unterwinklern (Spodnje Vogliče)
- Velden am Wörther See (Vrba) *
- Weinzierl (Vinare)
- Wurzen (Koren)

## Galleria d'immagini

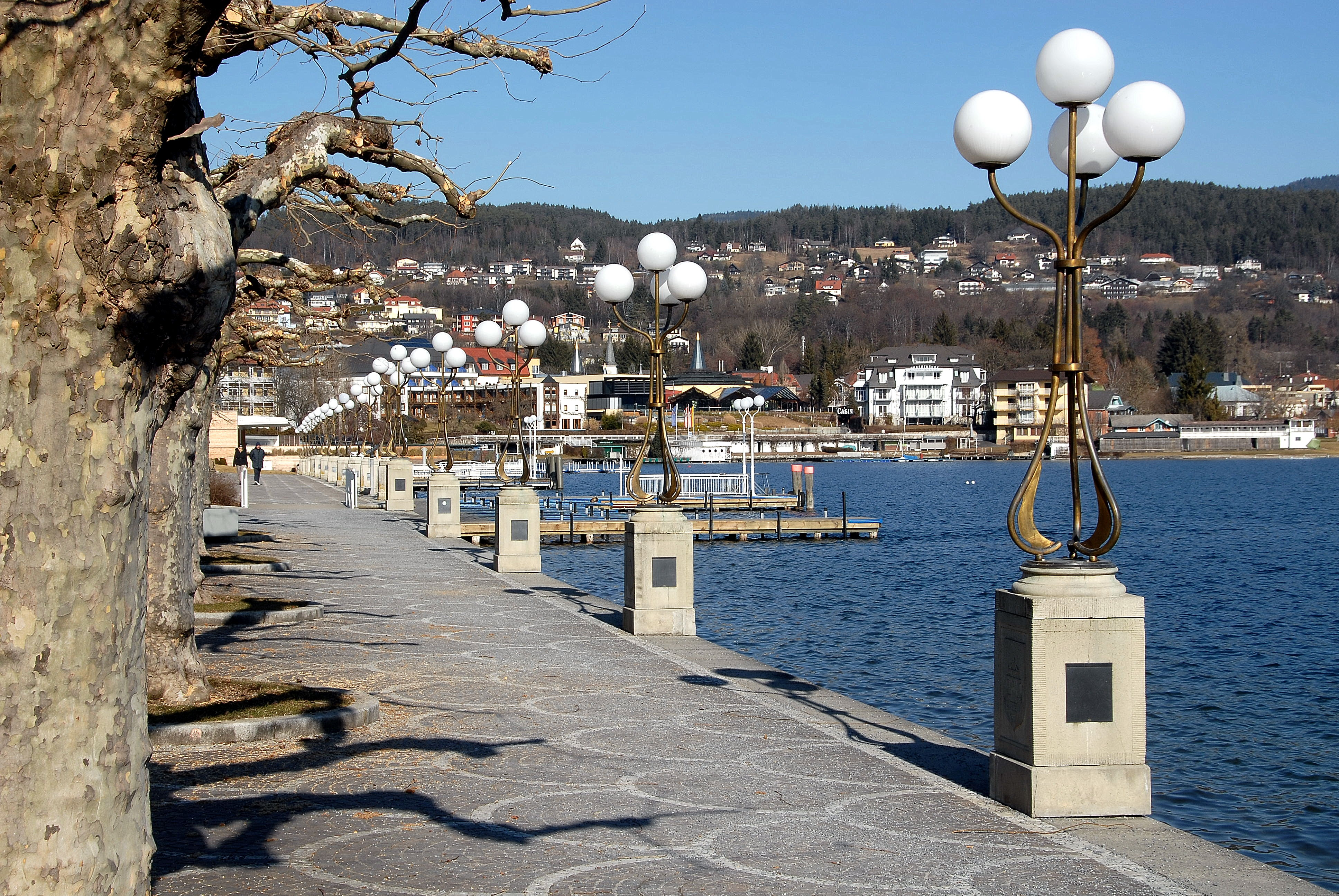
Seepromenade lungo il lago Wörthersee a Velden
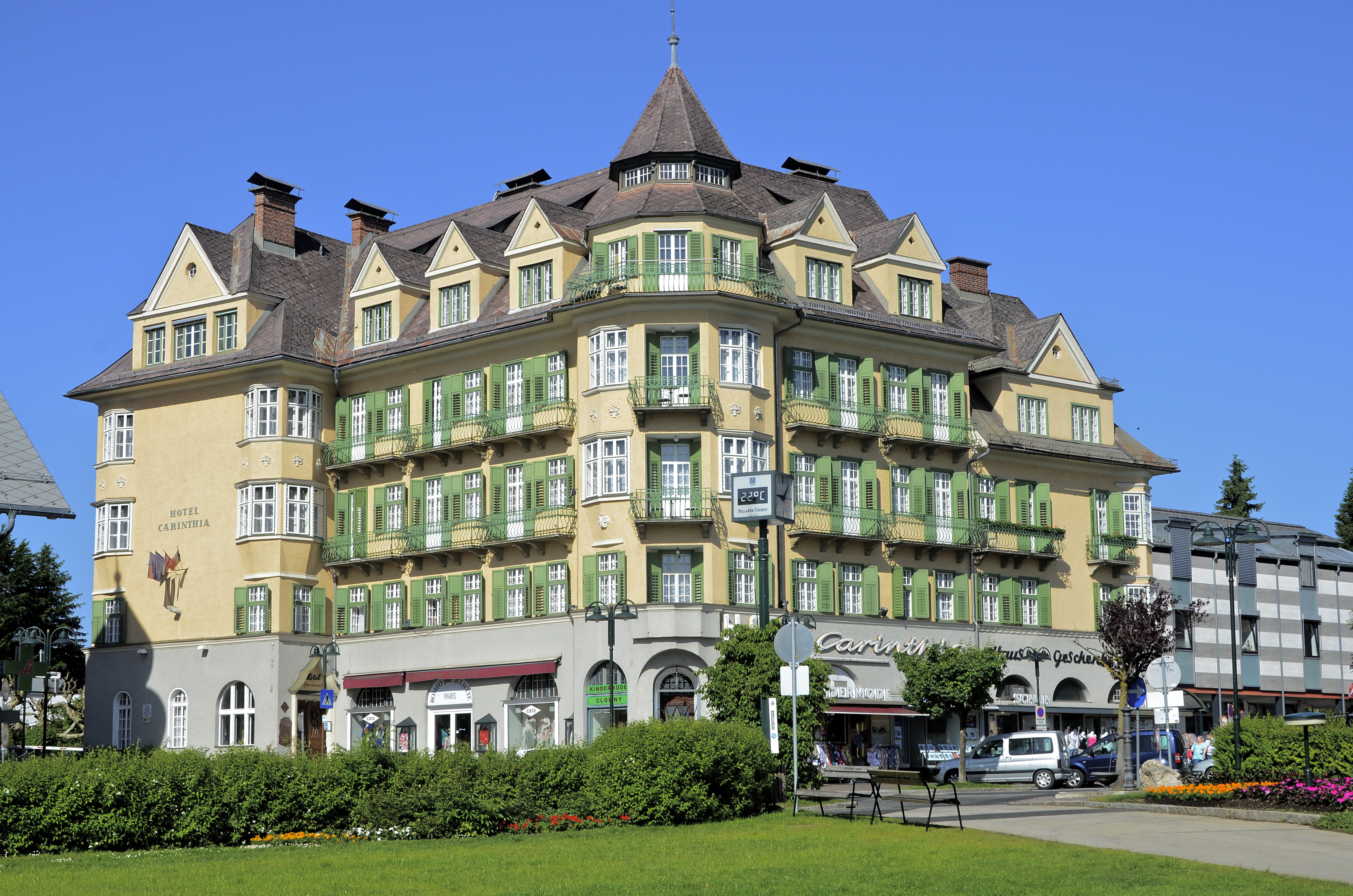
"Hotel Carinthia", progettato dall'architetto Franz Baumgartner nel 1924
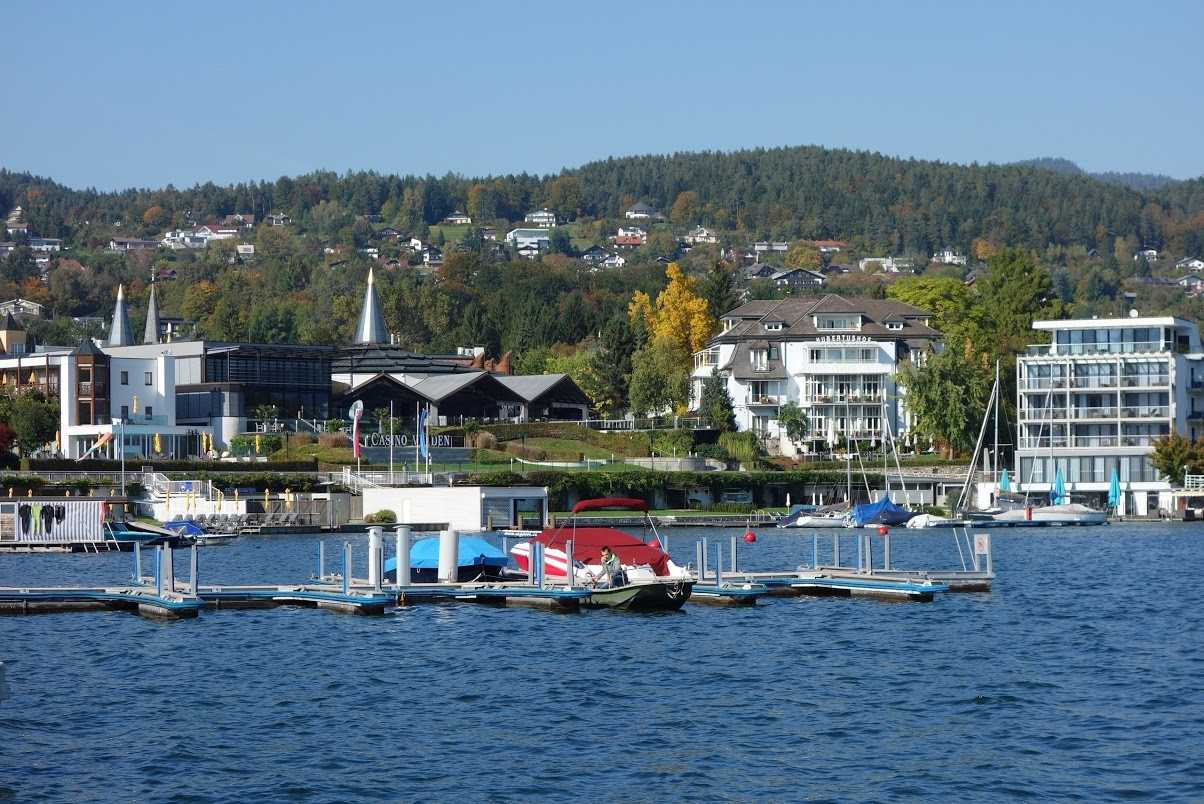
Il Casino Velden
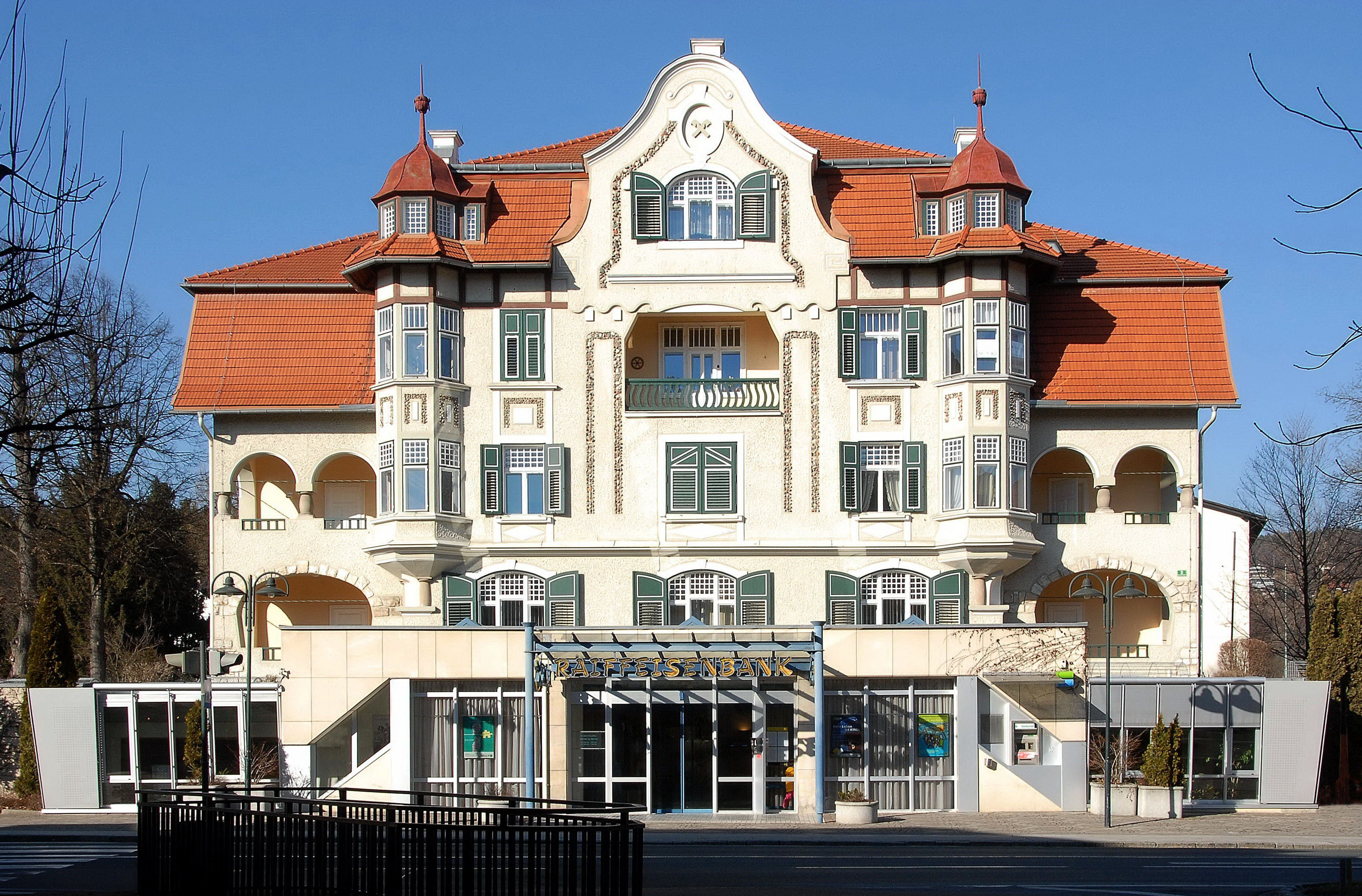
Sud vista del "Hotel Kointsch", progettato dall'architetto Franz Baumgartner nel 1909
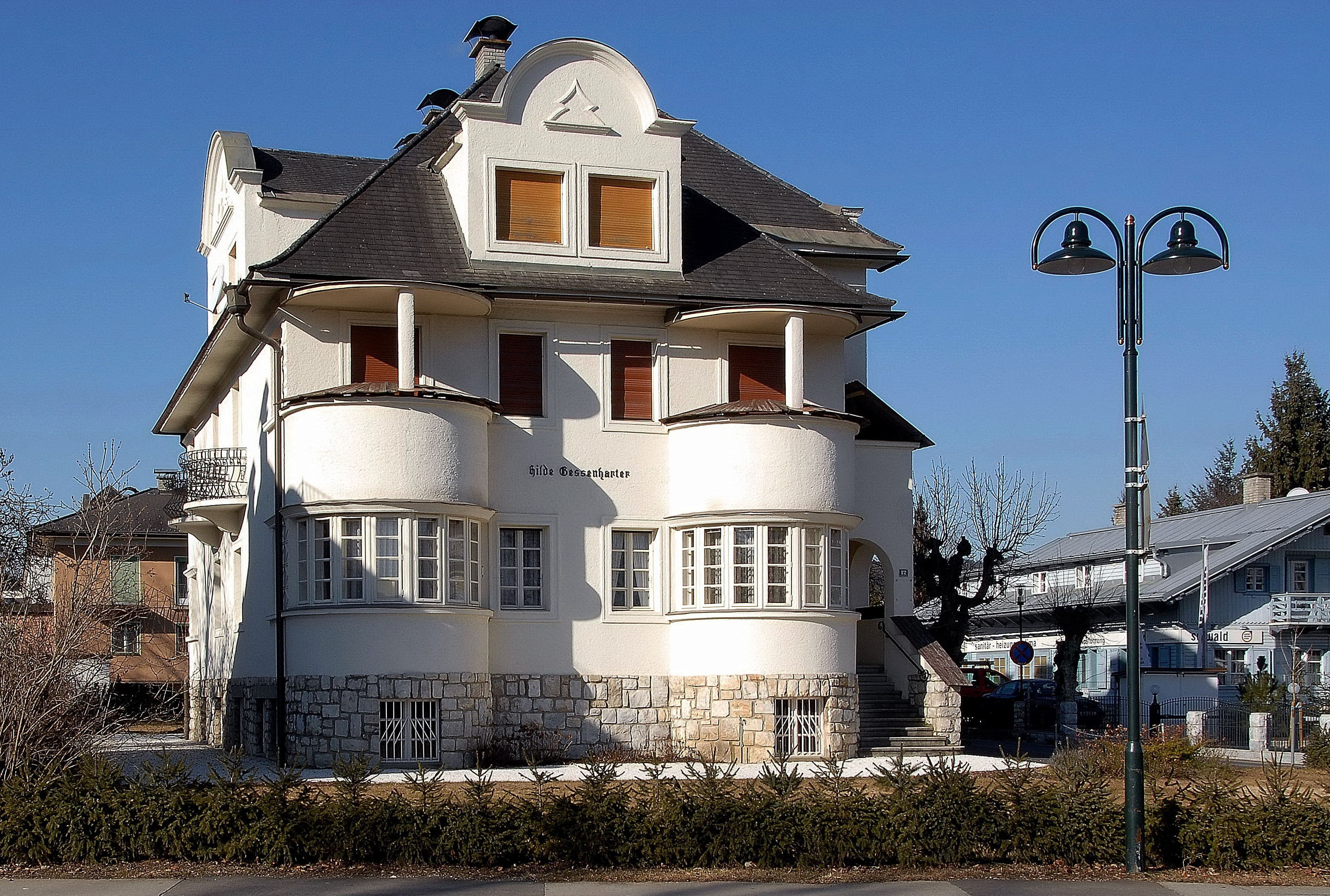
Villa Gessenharter, progettato dall'architetto Franz Baumgartner e costruito nel 1930
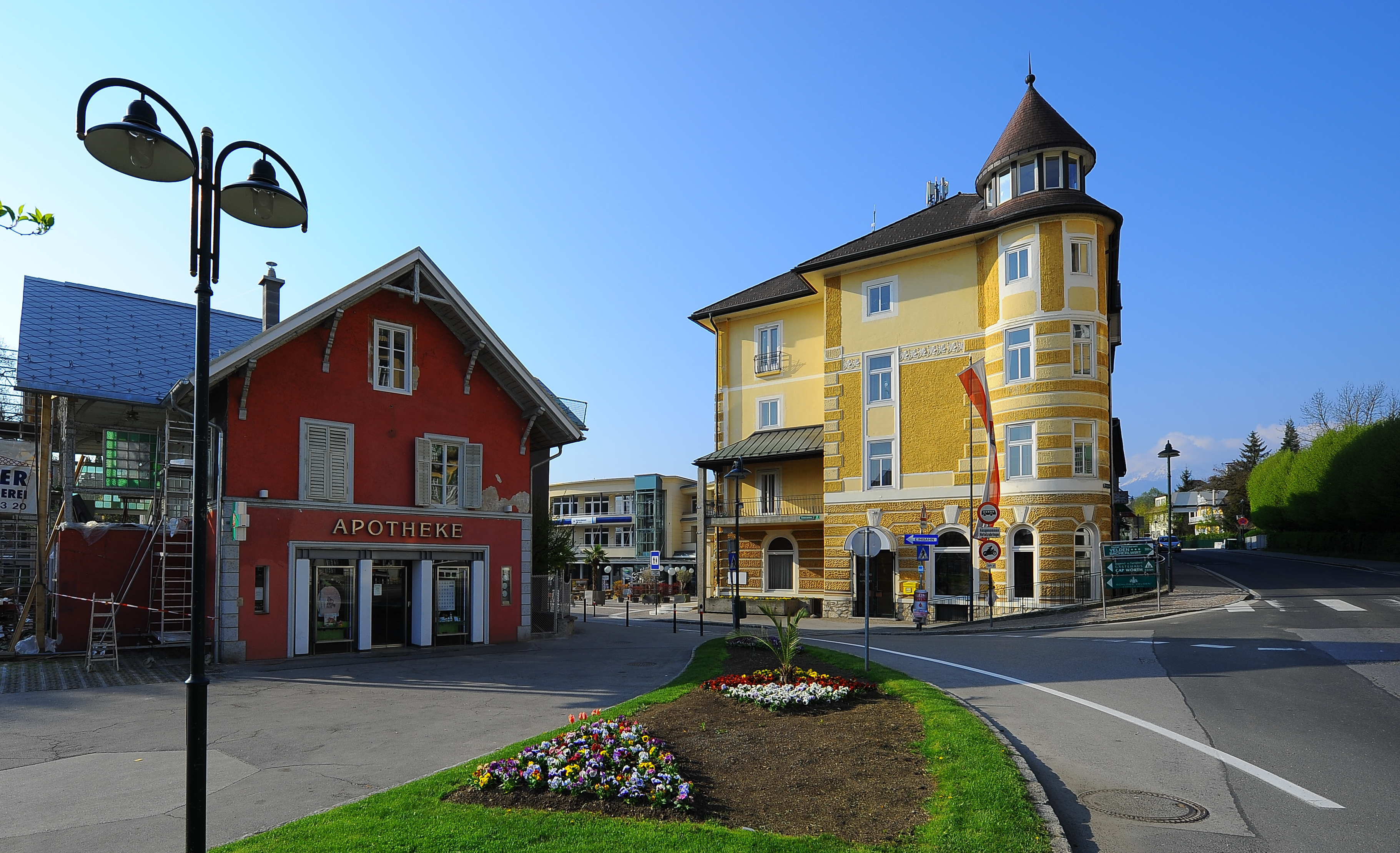
Il Municipio di Velden
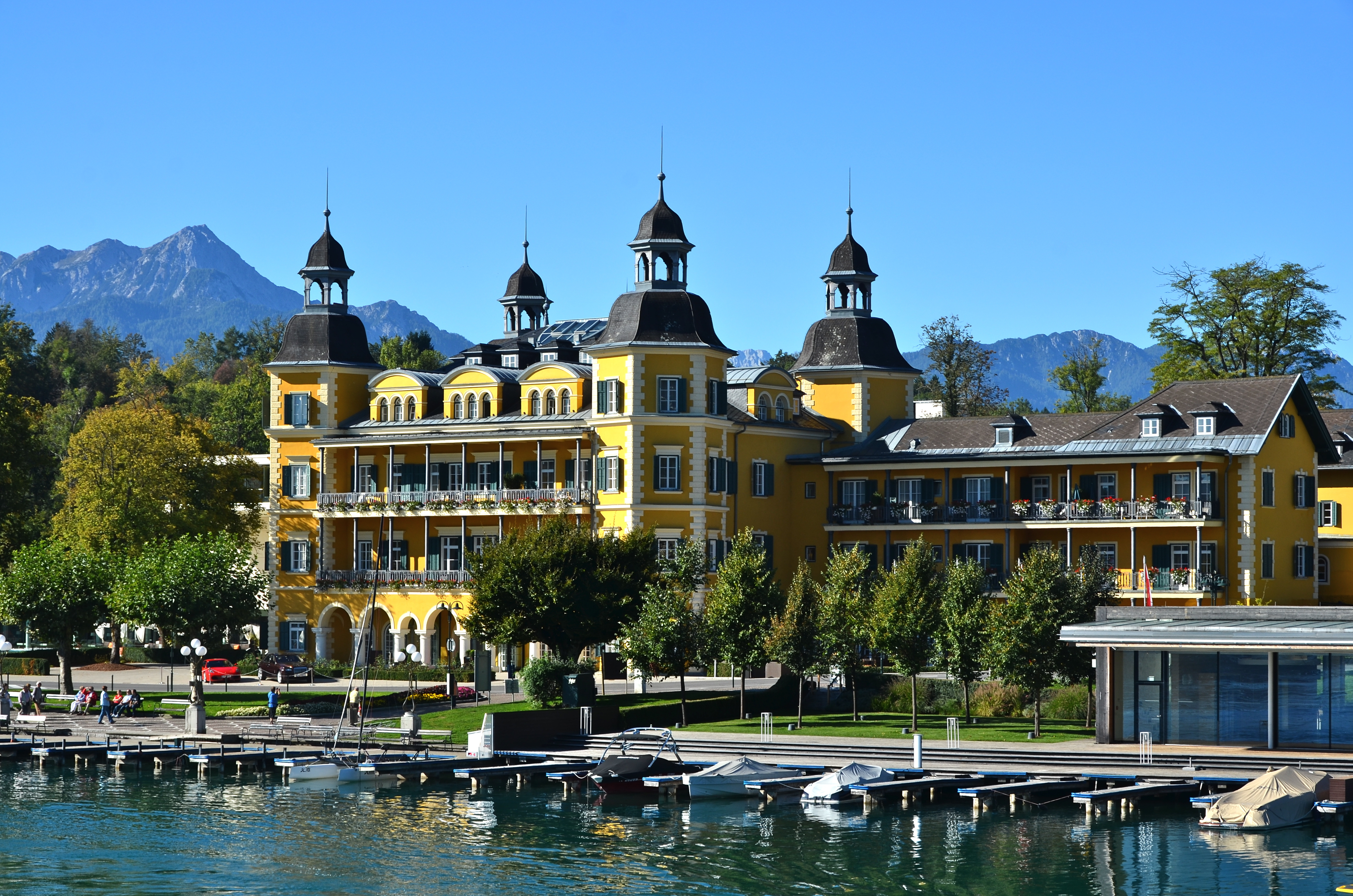
Schloss Velden, in riva al lago
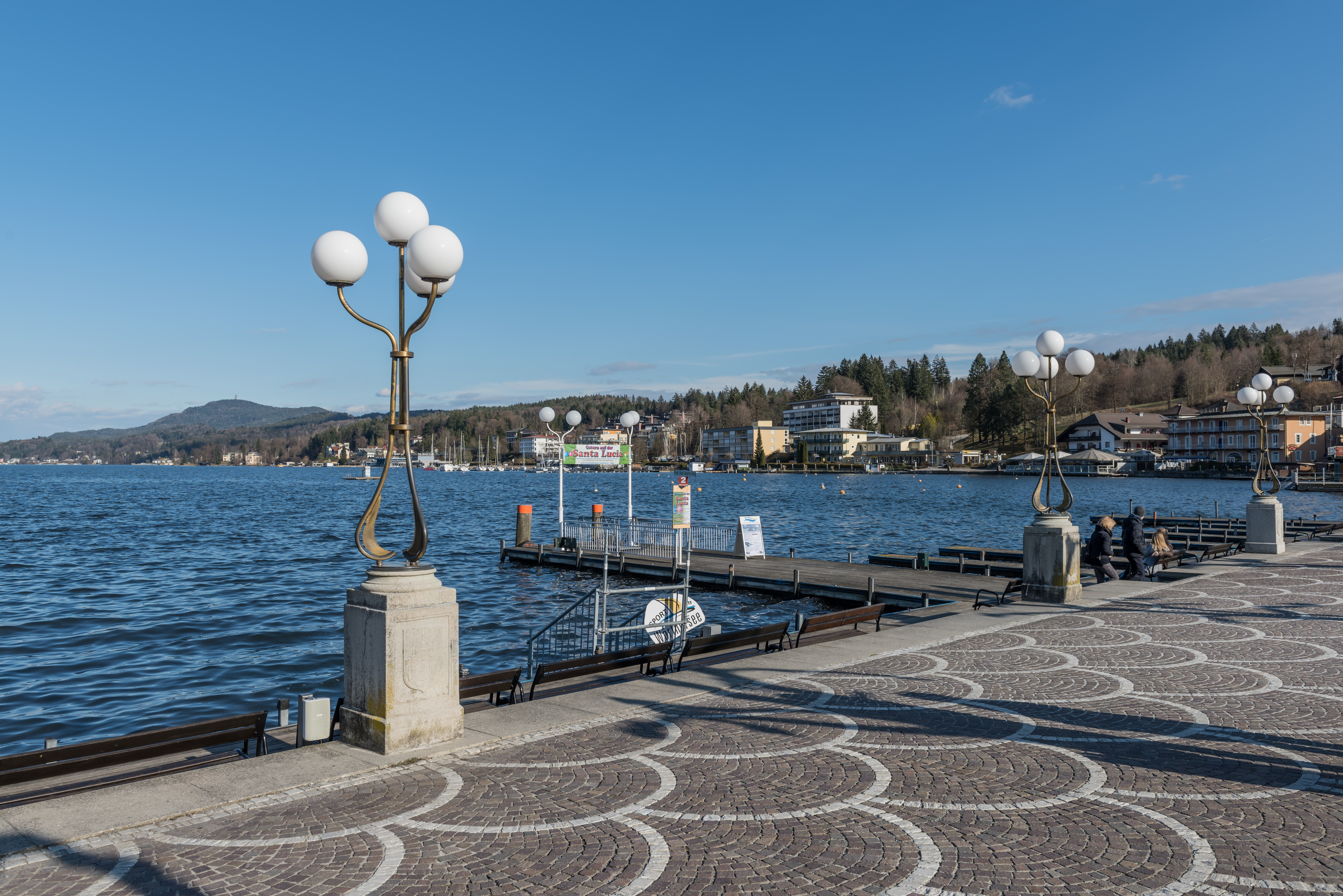
Seecorso lungo il lago Wörthersee
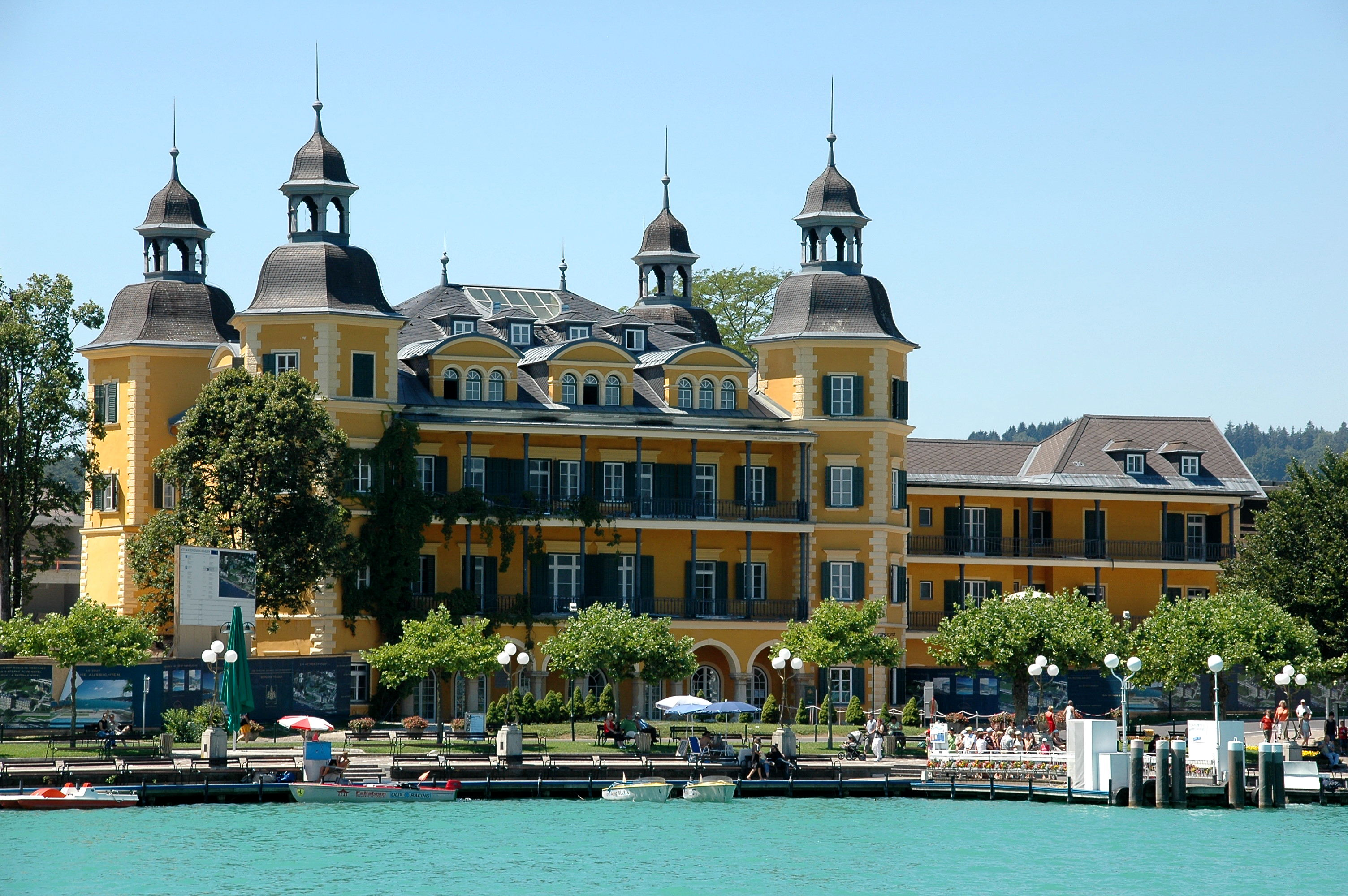
Schloss Velden

## Amministrazione

### Gemellaggi
- Gemona del Friuli
- Jesolo, dal 2006
- Bled, dal 2004